# Uropoda uncenensis
Uropoda uncenensis es una especie de arácnido del orden Mesostigmata, familia Uropodidae.

## Distribución geográfica
Se encuentra en Japón.